# Adam Gottfried Oehme
Adam Gottfried Oehme (* 28. Juli 1719 in Grünhainichen; † 25. November 1789 in Freiberg) war ein deutscher Orgelbauer, der im 18. Jahrhundert im Kurfürstentum Sachsen wirkte.

## Leben und Werk
Oehme war der letzte Schüler von Gottfried Silbermann. Von etwa 1737 bis 1743 erlernte bei dem Freiberger Meister den Orgelbau, war von 1744 bis 1746 als Geselle bei Johann Ernst Hähnel in Meißen, um anschließend bis 1753 als Geselle bei Silbermann zu arbeiten. Nach dem Tod Silbermanns führte er zusammen mit Johann Georg Schön die Freiberger Werkstatt fort und übernahm sie ab 1764 allein.

## Werkliste (Auswahl)
In der fünften Spalte bezeichnet die römische Zahl die Anzahl der Manuale und ein großes „P“ ein selbstständiges Pedal. Die arabische Zahl gibt die Anzahl der klingenden Register an. Die letzte Spalte bietet Angaben zum Erhaltungszustand sowie Links mit weiterführender Information. Kursivschreibung zeigt an, dass die Orgel nicht mehr oder nur das historische Gehäuse erhalten ist.
| Jahr           | Ort              | Kirche              | Bild | Manuale | Register | Bemerkungen |
| -------------- | ---------------- | ------------------- | ---- | ------- | -------- | --- |
| 1756–1759      | Hainichen        | Trinitatis-Kirche   |      | II/P    | 25       | zusammen mit Johann Georg Schön; Prospekt 1982 nach Cottbus/Oberkirche St. Nikolai überführt und dort erhalten |
| 1765–1767      | Cämmerswalde     | Kirche Cämmerswalde |      | II/P    | 18       | erhalten |
| 1771           | Weigmannsdorf    | Ev. Kirche          |      | I/P     | 11       | erhalten |
| 1772           | Dresden          | Reformierte Kirche  |      | I/P     | 11       | Vollendung der Orgel von David Schubert; Prospekt in Mahlis erhalten                                           |
| 1772–1774      | Brand-Erbisdorf  | Stadtkirche         |      | II/P    | 21       | weitgehend erhalten Orgel                                                                                      |
| 1774 oder 1776 | Kleinwaltersdorf | Dorfkirche          |      | I/P     | 8        | erhalten |
| 1778–1782      | Tuttendorf       | St. Anna            |      | I/P     | 13       | weitgehend erhalten                                                                                            |
| 1784           | Zuckelhausen     | Kirche Zuckelhausen |      | I/P     | 14       | 1822 ersetzt                                                                                                   |
| 1788           | Zethau           | Elisabeth-Kirche    |      | II/P    | 19       | erhalten |